# Франкенхайн
Франкенхайн (нем. Frankenhain) — община в Германии, в земле Тюрингия. 
Входит в состав района Ильм. Подчиняется управлению Оберес Гераталь.  Население составляет 775 человек (на 31 декабря 2010 года). Занимает площадь 12,27 км².

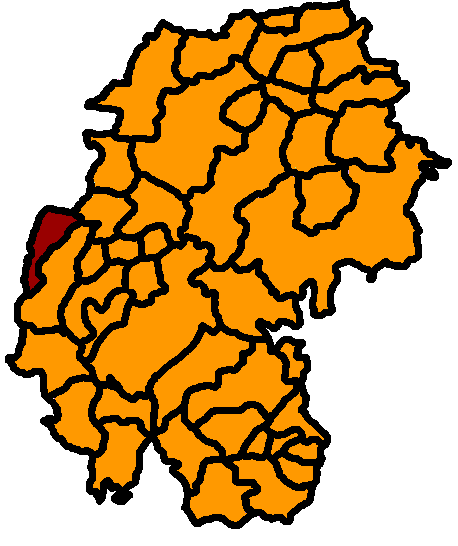
Франкенхайн